# Lucky 7 (Statik Selektah)
Lucky 7 è il settimo album del produttore hip hop statunitense Statik Selektah, pubblicato nel 2015.
Il sito Metacritic gli assegna un punteggio di 69/100.
| Recensione       | Giudizio |
| ---------------- | -------- |
| RapReviews       | [ 2 ]    |
| XXL              | [ 2 ]    |
| HipHopDX         | [ 2 ]    |
| Exclaim!         | [ 2 ]    |
| Pitchfork        | [ 2 ]    |
| The Boston Globe | [ 2 ]    |

## Tracce
1. Intro (featuring Hannibal Buress) – 1:21
2. Another Level (featuring Rapsody) – 3:14
3. Beautiful Life (featuring Action Bronson & Joey Badass) – 3:21
4. Hood Boogers (featuring Your Old Droog & Chauncy Sherod) – 3:22
5. The Locker Room (featuring Dave East) – 2:58
6. In the Wind (featuring Joey Badass, Big K.R.I.T. & Chauncy Sherod) – 4:01
7. Crystal Clear (featuring Royce Da 5'9") – 3:39
8. How You Feel (featuring Mick Jenkins) – 2:32
9. Murder Game (featuring Smif-n-Wessun, Young M.A & Buckshot) – 3:20
10. Gentlemen (featuring Illa Ghee, Sean Price & Lil' Fame) – 2:54
11. Bodega! (featuring Bodega Bamz) – 3:07
12. The Trophy Room (featuring Skyzoo, Ea$y Money, Domo Genesis & Masspike Miles) – 3:59
13. Sucker Free (featuring JFK) – 4:36
14. Wall Flowers (featuring Your Old Droog, Termanology & Lord Sear) – 3:20
15. Top Tier (featuring Sean Price, Bun B & Styles P) – 3:19
16. Silver Lining (featuring A$AP Twelvyy, Kirk Knight & Chauncy Sherod) – 3:20
17. Cold (featuring Wais P & Jared Evan) – 3:24
18. All You Need (featuring Action Bronson, Ab-Soul & Elle Varner) – 3:39
19. Scratch Off (featuring CJ Fly, Talib Kweli & Cane) – 4:43
20. Alone (featuring Joey Badass) – 3:31
21. Harley's Blues – 1:24

## Classifiche
| Classifica (2015)         | Posizione massima |
| ------------------------- | ----------------- |
| US Top R&B/Hip-Hop Albums | 47                |